# Шленчак Володимир Володимирович
Володи́мир Володи́мирович Шленча́к (23 липня 1976 — 14 серпня 2014) — молодший сержант 30-ї окремої механізованої бригади Збройних сил України, учасник російсько-української війни.

## Життєвий шлях
Народився 1976 року в селі Миролюбівка (Житомирський район, Житомирська область). Проживав у селі Грозине. Мав вищу освіту, але для забезпечення сім'ї працював робітником на двох роботах. Добровольцем пішов на захист держави ще в березні. Молодший сержант, заступник командира бойової машини — навідник-оператор 30-ї ОМБр.
Загинув 14 серпня 2014 року в результаті артилерійського та мінометного обстрілу позицій бригади в райні сел. Христофорівка, Антрацитівська міська рада, Луганська область. Разом з Володимиром загинув молодший сержант Сергій Пешко.
Залишились мама Людмила Олександрівна, батько Володимир Петрович — після смерті сина частково втратив пам'ять, ходить щодня до нього на могилу; дружина та син 2003 р. н.

## Нагороди та вшанування
За особисту мужність і героїзм, виявлені у захисті державного суверенітету та територіальної цілісності України, вірність військовій присязі під час російсько-української війни, відзначений — нагороджений
- орденом «За мужність» III ступеня (15.5.2015, посмертно)
- Його портрет розміщений на меморіалі «Стіна пам'яті полеглих за Україну» у Києві: секція 2, ряд 7, місце 31.
- Вшановується 14 серпня на щоденному ранковому церемоніалі вшанування українських захисників, які загинули цього дня у різні роки внаслідок російської збройної агресії[1].